# Černyševskij rajon
Il Černyševskij rajon (in russo Чернышевский район?) è un rajon del Territorio della Transbajkalia, nell'Estremo Oriente russo; il capoluogo è l'insediamento di tipo urbano di Černyševsk. Istituito il 4 gennaio 1926, ricopre una superficie di 12 940,72 chilometri quadrati e ha una popolazione di 30 066 abitanti. Il distretto è suddiviso in 4 insediamenti di tipo urbano e 14 comuni rurali. Tra i fiumi più rilevanti del territorio c'è la Kuėnga (affluente della Šilka).